# Shinobu Kitamoto
Shinobu Kitamoto –en japonés, 北本忍– (Kawanishi, 1 de febrero de 1977) es una deportista japonesa que compitió en piragüismo en la modalidad de aguas tranquilas. Ganó una medalla de bronce en el Campeonato Mundial de Piragüismo de 2010, en la prueba de K1 200 m.

## Palmarés internacional
| Campeonato Mundial | Campeonato Mundial | Campeonato Mundial | Campeonato Mundial |
| Año                | Lugar              | Medalla            | Competición        |
| ------------------ | ------------------ | ------------------ | ------------------ |
| 2010               | Poznań (Polonia)   | Medalla de bronce  | K1 200 m           |